# Touwsrivier
Touwsrivier este un oraș din provincia Wes-Kaap, Africa de Sud.